# Severo Sarduy
Severo Sarduy (Camagüey, 1937 — Paris, 1993) foi um poeta, romancista, jornalista e crítico de arte e literatura cubano, criador do termo neobarroco. É considerado um dos escritores mais importantes do panorama hispanoamericano contemporâneo e um dos mais brilhantes e arrojados escritores do século XX.

## Notícia biográfica
Em Camagüey, onde nasceu, passou sua infância e adolescência. Depois dos seus primeiros estudos foi para Havana, onde chegou a começar um curso de medicina, o qual abandonou a fim de dedicar-se inteiramente à vida cultural.

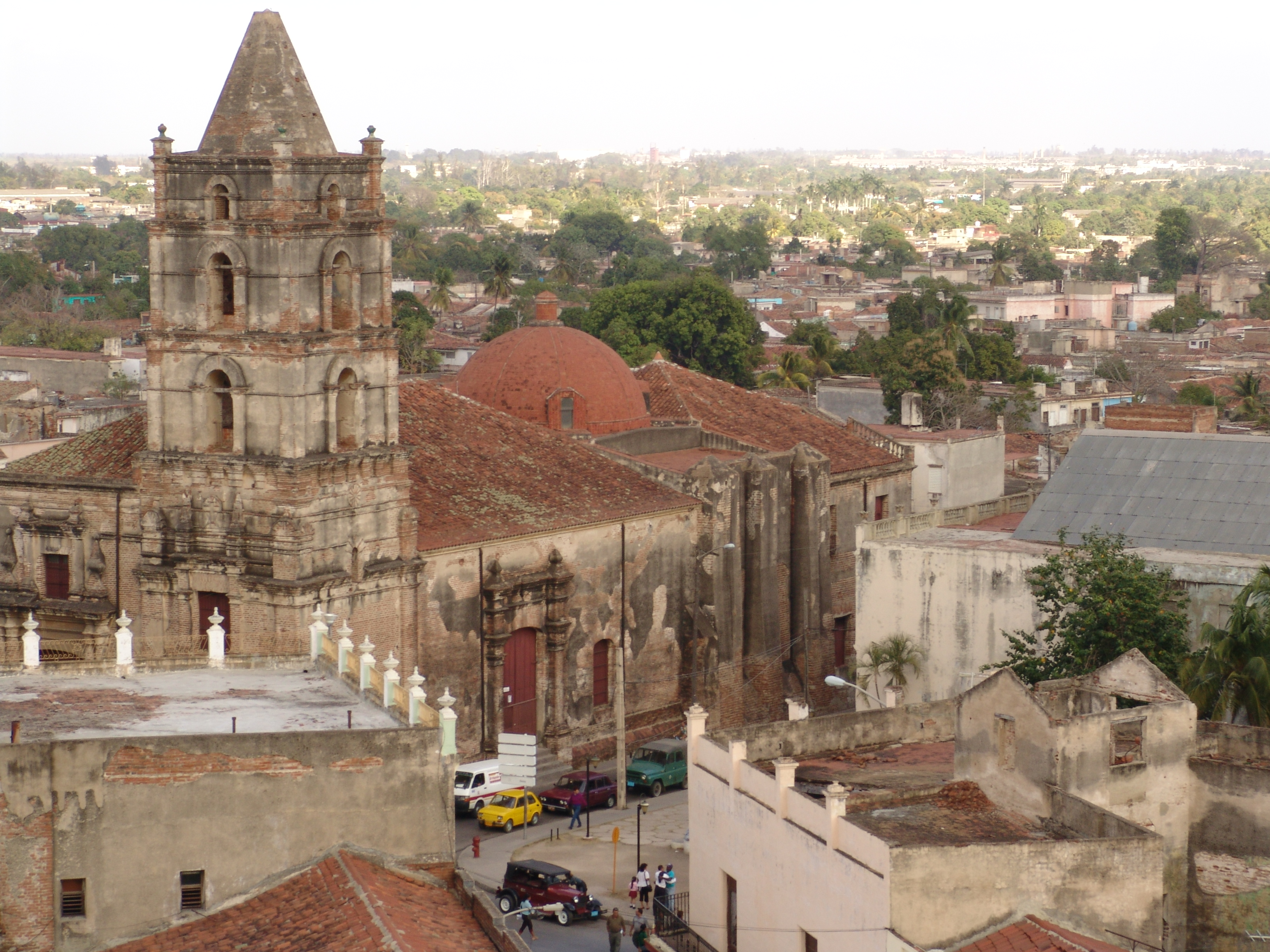
Camagüey

Em 1960, após a revolução, tendo sido um dos seus líderes intelectuais e colaborado com o jornal "Lunes de Revolución", viajou à Europa para realizar estudos de Historia da Arte com uma bolsa de estudos paga pelo novo governo,  passando alguns meses em Madri e fixando-se em Paris, onde estudaria na Ecole du Louvre e na Sorbonne, e onde morreria sem voltar jamais à Cuba.
Vivendo na França, colaborou com a Revista Tel Quel e manteve relações literárias com Francois Wahl e Roland Barthes.
Em 1972 foi agraciado com o Prêmio Médicis pelo seu romance Cobra, traduzido para vários idiomas.
Afastado politicamente do governo de Fidel Castro, Severo Sarduy morreu em 1993, de AIDS.

## O Neobarroco
Conforme o poeta e ensaísta Claudio Daniel, o termo neobarroco, surgido pela primeira vez em artigo de Severo Sarduy em 1972, não refere-se a uma vanguarda literária e poética. Através do que o neoborroco não é, o poeta nos dá uma precisa definição da "escola" moderna cubana: "O neobarroco não é uma vanguarda; não se preocupa em ser novidade. Ele se apropria de fórmulas anteriores, remodelando-as, como argila, para compor o seu discurso; dá um novo sentido a estruturas consolidadas, como o soneto, a novela, o romance, perturbando-as. O ponto de contato entre o neobarroco e a vanguarda está na busca de vastos oceanos de linguagem pura, polifonia de vocábulos".

## A poética e a obra
Inscrita dentro da estética do neobarroco, a obra de Severo Sarduy, que pode se apresentar no poema utilizando métrica ou em verso livre, cultuou uma lírica do bizarro, explorando a relação entre o corpo e o texto, podendo-se considerar que teve uma fase de vanguarda, como no livro de poemas Big Bang (1974). Sua estética neobarroca com traços vanguardistas também é apresentada através de ensaios, entre os quais se destacam Escrito sobre un cuerpo (1969) e Barroco(1974).
Sarduy é notavél também por seus romances. Seu primeiro romance Gestos (1963), que prenunciava uma certa ruptura na literatura de língua castelhana, a qual se aprofundaria em  De donde son los cantantes(1967), pastiche em que se conjugam as três culturas, a espanhola, a africana e a chinesa, que conformaram a a vida da Cuba atual. Em Cobra (1972) investigou a aproximação entre Oriente e Ocidente, e o tema teve certa continuidade em Maitreya (1978), essa sua obra mais aclamada, mesclando largamente o barroquismo e o humorismo e se articulando em torno às variações do "Buda futuro". Posteriormente, publicou Colibrí (1984), un relato de fugas e vinganças, e Cocuyo (1990), obra menos arrojada formalmente, mas "sempre dentro do mundo característico de Sarduy, que carece de qualque inibição".
Enfocou os travestis e o submundo, na qual o herói é o Outro, "aquele que é belo porque é diferente de mim. Ao esvaziar o eu lírico, narciso em flor, amplia o sujeito numa figuração transcendente de vazio, totalidade e êxtase", nas palavras de Cláudio Daniel.
Depois de sua morte se publicou sua última produção, Pájaros de la playa.

## Obra selecionada
- Gestos (1963)
- Escrito sobre un cuerpo (1969)
- Cobra (1972)
- Big Bang (1974)
- Barroco (1974)
- Maitreya (1978)
- Daiquiri (1980)
- Colibrí (1984)
- Cocuyo (1990)
- Pájaros de la playa (póstumo)